# Yttrandefrihet

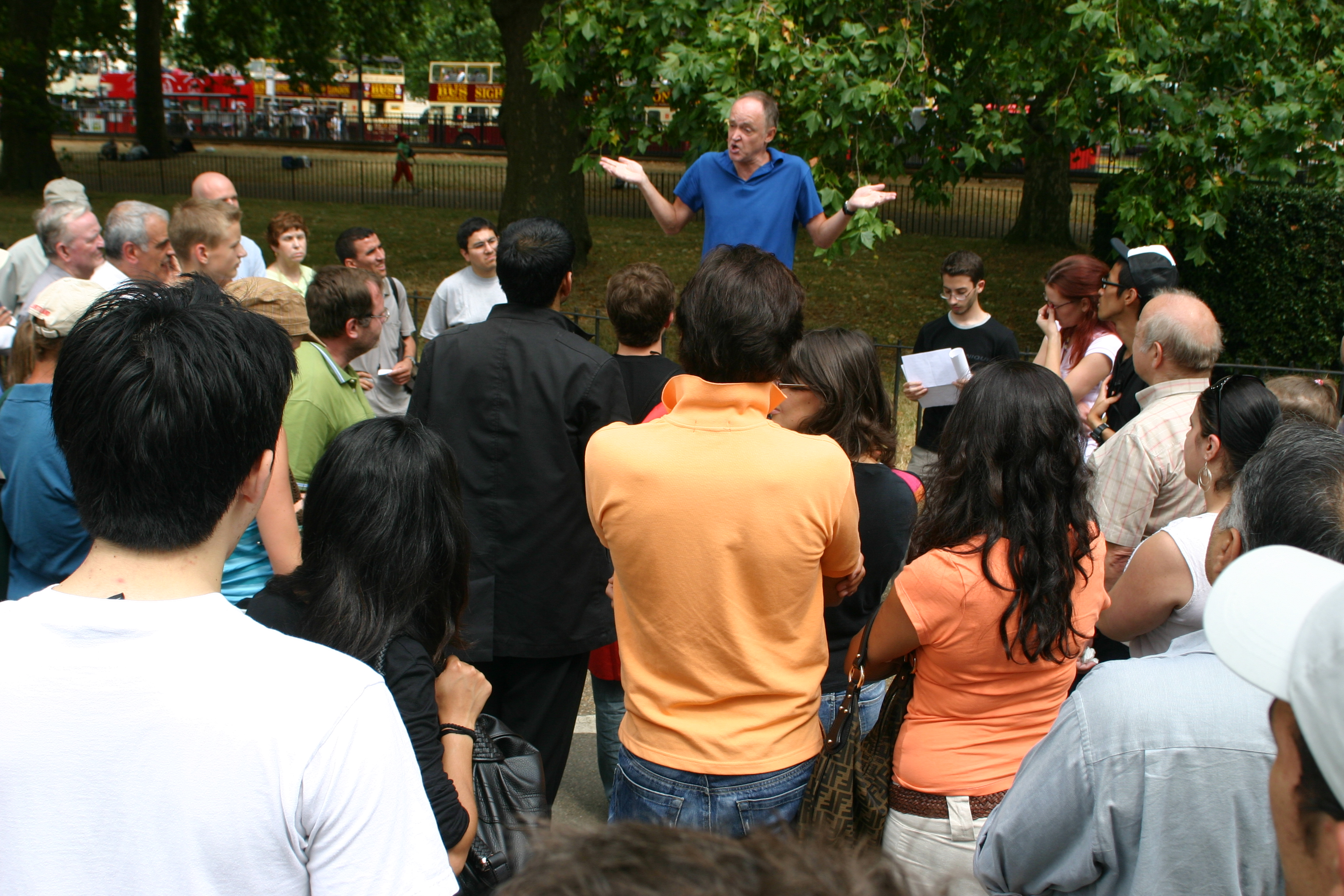
En talare vid Speakers' Corner i London

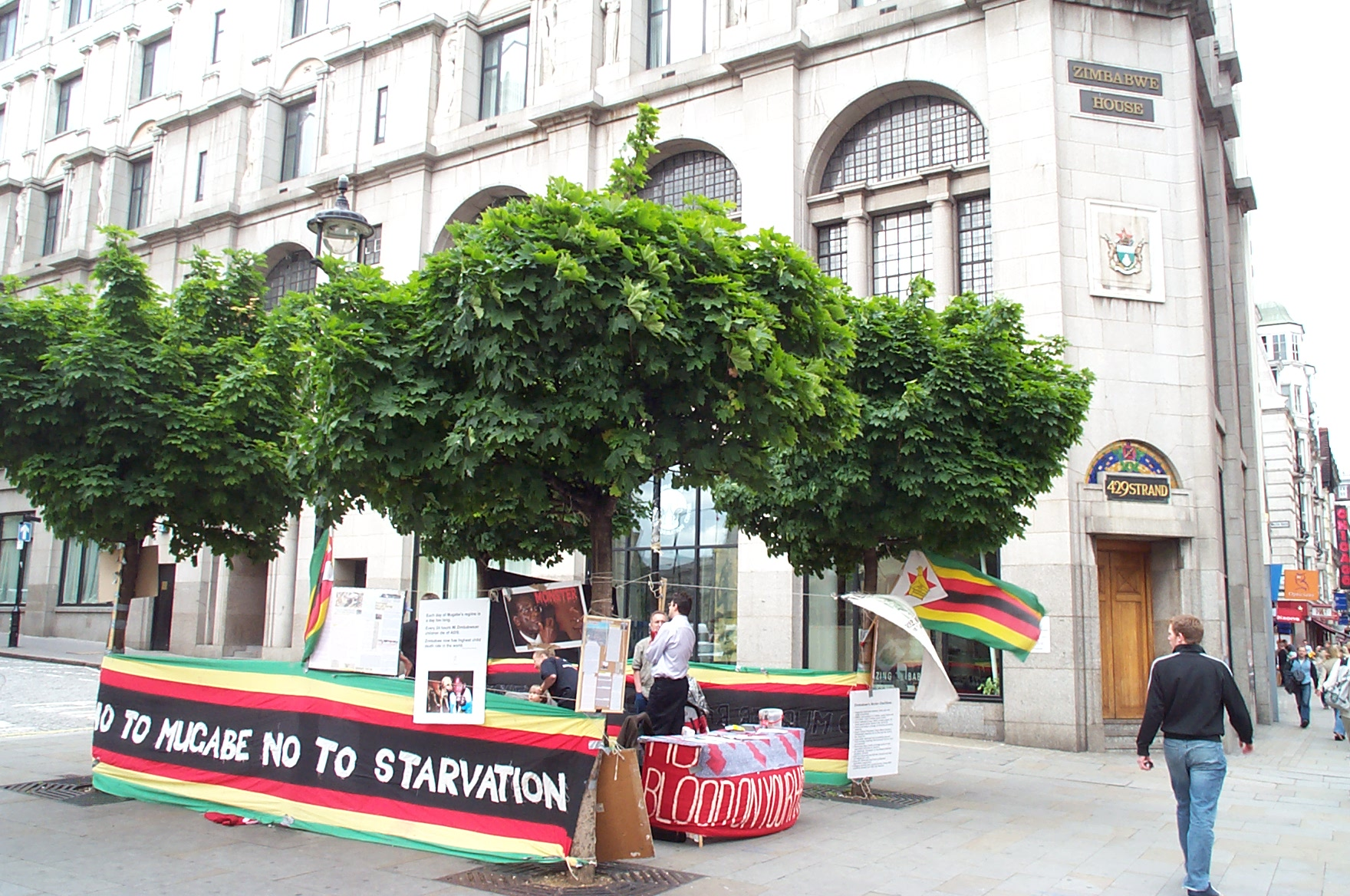
Yttrandefrihet ger personer rätten att uttrycka sina åsikter, som i denna demonstration utanför Zimbabwes ambassad i London

Yttrandefrihet omfattar en frihet att yttra och föra fram åsikter utan censur, begränsning eller någon typ av bestraffning. FN:s deklaration formulerar friheten på följande sätt: "Var och en har rätt till [...] yttrandefrihet. Denna rätt innefattar frihet för envar att utan ingripanden hysa åsikter och frihet att söka, mottaga och sprida upplysningar och tankar genom varje slags uttrycksmedel och utan hänsyn till gränser". En liknande text finns också i Europakonventionen om mänskliga rättigheter och FN:s konvention om civila och politiska rättigheter (se Artikel 19). Yttrandefrihet regleras ofta i ländernas grundlagar och handlar om förhållandet mellan staten och individen, inte om förhållandet mellan individer. 
Yttrandefrihet anses vara en av förutsättningarna för ett demokratiskt statsskick. I alla rättsstater, även de som klassas som demokratiska, finns det dock begränsningar för yttrandefriheten, varierande mellan olika länder. Till exempel har de flesta länder förbjudit hot om våld, kränkning[källa behövs], industrispionage, personangrepp[källa behövs], förtal, diskriminering och program mot mobbning (som även omfattar ord) finns. Även den som avslöjar militära hemligheter kan ofta straffas. Lagstiftningen varierar annars. USA har till exempel inte någon motsvarighet till Sveriges lagstiftning om hets mot folkgrupp som gör det kriminellt att hota eller uttrycka missaktning mot folkgrupper, medan den typen av budskap, däribland rasistiska budskap, är hårt reglerade i de flesta europeiska länder. Lagar mot förtal, olaga hot, spridande av konfidentiella material (militära hemligheter, sjukhusjournaler) samt uppvigling (t.ex. genom att, som ett ofta repeterat exempel säger, ljuga om att en fara föreligger i en stor folkmassa) är ofta reglerat i så gott som alla länder, medan förhandsgranskning genom censur numera är mycket begränsad.
Det är ett ofta aktuellt debattämne om personer som säger sig eller anses vilja avskaffa den liberala demokratin eller som hyser åsikter som står i strid med de så kallade universella värdena skall tillåtas framföra dessa åsikter.[källa behövs]

## Inskränkningar i yttrandefrihet
Inskränkningarna varierar starkt mellan olika länder. USA har till exempel inte någon motsvarighet till Sveriges lagstiftning om hets mot folkgrupp som gör det kriminellt att hota eller uttrycka missaktning mot folkgrupper, medan den typen av budskap, däribland rasistiska budskap, är hårt reglerade i de flesta europeiska länder. Inskränkningar som finns i de flesta länders yttrandefrihet gäller brott mot upphovsrättslagar, uppvigling, förtal, olaga hot, spioneri, olaga våldsskildring med mera. Europakonventionen anger till exempel följande skäl som är godtagbara för att begränsa yttrandefriheten:
- "...hänsyn till den nationella säkerheten,
- den territoriella integriteten eller den allmänna säkerheten,
- till förebyggande av oordning eller brott,
- till skydd för hälsa eller moral,
- till skydd för annans goda namn och rykte eller rättigheter,
- för att förhindra att förtroliga underrättelser sprids eller
- för att upprätthålla domstolarnas auktoritet och opartiskhet".[5]

Lojalitetsplikten gentemot en arbetsgivare kan begränsa yttrandefriheten (jämför skydd för rykte och rättigheter ovan). Det är vanligt att utöver plikten ta hänsyn till hur uttalanden om arbetsgivaren påverkar ens karriär. Därtill kommer avväganden gällande vad som är socialt acceptabelt eller ändamålsenligt. Lojalitetsplikten skulle som sådan kunna hindra avslöjanden om oegentligheter, vilket är problematiskt. Därför anses yttrandefriheten ibland gå före lojalitetsplikten, i Sverige bland annat genom meddelarfriheten.
Censur är en form av inskränkning av yttrandefriheten. Censur är att genom förhandsgranskning hindra information från att nå allmänheten. Tidningar och andra massmedier kan censurera sig själva, så kallad självcensur, men oftast syftar ordet på statlig censur. Sådan censur bedrivs vanligen av statliga myndigheter eller annat statligt organ och är som regel lagstadgad. I nationer med auktoritära regeringar praktiseras ofta censur mot obekväma åsikter.
Fram till 2011 var biografbyrån den enda svenska myndighet som hade rätt att förhandsgranska material. Främst handlade denna censur om att hindra att vissa typer av våldsscener på film ses av unga människor.
I länder där det inte finns förhandsgranskning genom censur kan personer och företag straffas i efterhand yttranden som strider mot lagen.
Ett skäl till inskränkningar i yttrandefriheten kan vara att för fri yttrandefrihet i sig kan skapa begränsad yttrandefrihet, detta genom att om vissa hotar eller förtalar politiska motståndare vågar de kanske inte uttala sin åsikt.

## Tryckfrihet och yttrandefrihet
Tryckfrihet innebär rätt att trycka och sprida information och uppfattningar fritt. Yttrandefrihet och tryckfrihet är därmed två närstående begrepp, där det senare har en snävare teknisk definition. Men en fråga om tryckfrihet handlar alltid också om yttrandefrihet.
I juridiskt hänseende regleras i Sverige yttrandefrihet i Regeringsformen medan tryckfrihet regleras i Tryckfrihetsförordningen för tryckta medier och Yttrandefrihetsgrundlagen för övriga medier (radio, TV, film etcetera).
Det förtjänar påpekas att den svenska tryckfriheten inte från början kom till av demokratiska skäl, utan på grund av maktbalansen under den så kallade frihetstiden. Den är halvtannat sekel äldre än allmänna rösträtten.

## Yttrandefrihet i deklarationen om mänskliga rättigheter
I FN:s universella deklaration om de mänskliga rättigheterna behandlas yttrandefriheten i artikel 19, som lyder:
Artikel 19
Envar har rätt till åsiktsfrihet och yttrandefrihet. Denna rätt innefattar frihet för envar att utan ingripanden hysa åsikter och frihet att söka, mottaga och sprida upplysningar och tankar genom varje slags uttrycksmedel och utan hänsyn till gränser.
Nära relaterat är artikel 18:
Artikel 18
Envar har rätt till tankefrihet, samvetsfrihet och religionsfrihet. Denna rätt innefattar frihet att byta religion eller tro och att ensam eller i gemenskap med andra offentligt eller enskilt utöva sin religion eller tro genom undervisning, andaktsövningar, gudstjänst och iakttagande av religiösa sedvänjor.

## Europakonventionen
I Europakonventionen om mänskliga rättigheter står skrivet om yttrandefriheten att "Denna rätt innefattar åsiktsfrihet samt frihet att ta emot och sprida uppgifter och tankar utan offentlig myndighets inblandning och oberoende av territoriella gränser."

## Historik
Den första formella efterfrågan för yttrandefrihet gjordes av Sir Thomas More inför det Engelska parlamentet och Kung Henrik VIII av England den 18 april 1523.
Tankar om yttrandefrihet och pressfrihet lyftes fram under upplysningen på 1700-talet. Den svenska pressfriheten formulerades av Anders Chydenius 1766 Tryckfrihetsförordningen. Vid samma tid uppkom även den svenska Offentlighetsprincipen, principen att all information vid myndigheter och offentliga verksamheter ska vara allmänt tillgängliga. Denna princip kontrasterar mot övriga EU:s mer restriktiva offentlighet.

### Tyskland under 1930- och 1940-talet

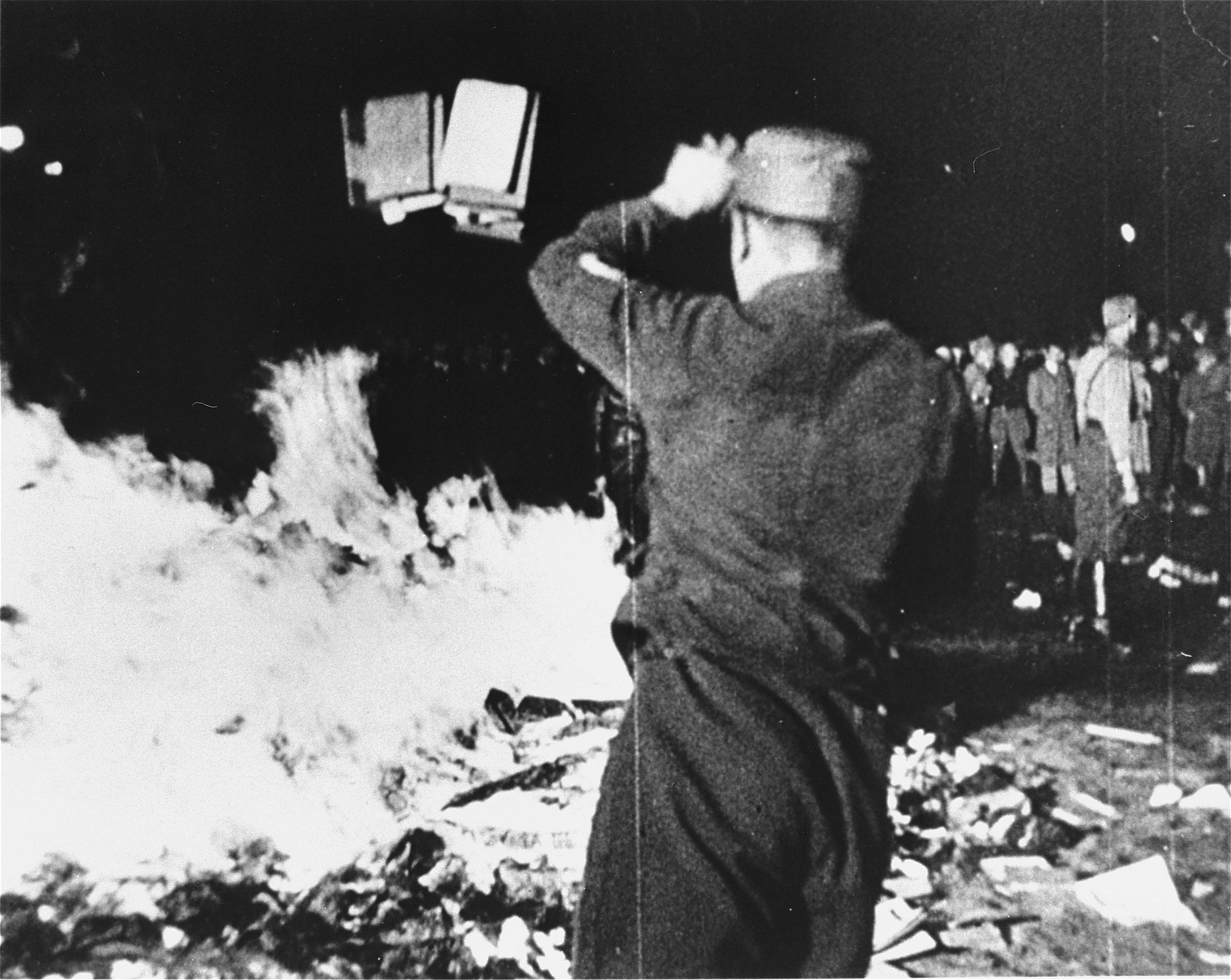
Ett bokbål 10 maj 1933 i Berlin. Bokbål kom senare att användas metaforiskt av de som klandrar försök att hindra spridning av visst material.

Yttrandefrihetens skörhet illustreras väldigt tydligt av det som hände i Tyskland på 1930- och 1940-talet.
Adolf Hitler kom till makten genom demokratiska val, och genom detta kunde nazismen angripa yttrandefriheten. För att höja moralen förbjöds pornografi [källa behövs]. Detta utökades senare till vanliga böcker med pornografiska avsnitt, för att sedan omfatta vad som ansågs vara moraliskt förkastliga avsnitt och toppas med att alla böcker med något som någon klassat som omoraliskt blev förbjudet. Värt att notera att denna process gick så pass långsamt[källa behövs] att väldigt få reagerade[källa behövs] innan åtgärderna var genomförda. Senare genomfördes även de kända bokbålen. På dessa bål eldades allt som var på något sätt ansågs moraliskt förkastligt eller farligt för samhället.

## Filosofiska och politiska teorier om yttrandefrihet
I en absolut yttrandefrihet finns ingen censur, upphovsrätt, förtal eller liknande som kan hindra det fria utbytet av åsikter och information. 
Ett påstått citat från Voltaire är: Jag delar inte dina åsikter men jag är beredd att dö för din rätt att uttrycka dem..
Inskränkningar görs därför att landet anser att
- statens säkerhet är viktigare än individens yttrandefrihet. Hit räknas spionage
- det kreativa skapandet måste skyddas. Detta görs bl.a. genom patent.
- vissa uttalanden är stötande mot individer enbart på grund av deras grupptillhörighet. Dessa uttalanden kan straffas. Hit räknas förintelseförnekelse och hets mot folkgrupp
- framställandet är olagligt och straffbart.
- om förtal får användas som debattmetod enligt yttrandefriheten, så kommer yttrandefriheten att i praktiken begränsas eftersom det kan fungera som ett straff och kan hindra vissa från att uttala sin åsikt.

Det kanske mest berömda försvaret av yttrandefrihet (och närliggande friheter som samvetsfrihet, åsiktsfrihet med fler) formulerades av John Stuart Mill i Om friheten. Mill sammanfattade sina argument för sådan frihet på följande vis:
"För det första: Även om någon åsikt tvingas till tystnad kan den, såvitt vi vet, vara riktig. Att bestrida detta skulle vara att tillmäta oss själva ofelbarhet.
För det andra: Även om den åsikt som nedtystas är en villfarelse, kan den dock innehålla och innehåller mycket ofta en viss grad av sanning... [det är] endast genom kontroverser mellan olika meningar som andra sidor av sanningen har någon utsikt att göra sig gällande.
För det tredje: Det kan tänkas att den vedertagna åsikten inte blott är sann utan rymmer hela sanningen. Men om den inte får röna och verkligen röner ett intensivt motstånd, kommer flertalet av dess anhängare att omfatta den blott som en fördom med föga insikt om eller känsla för alla de förnuftsskäl som den grundar sig på...
För det fjärde kommer själva åsiktens innebörd att löpa fara att gå förlorad eller avtrubbas och berövas allt levande inflytande på karaktär och handlingssätt. Den blir bara en dogm som bekänns med läpparna, för alltid verkningslös, en död bråte som belamrar marken och hindrar att någon verklig och djupt erkänd övertygelse spirar fram ur förnuftet eller den personliga erfarenheten."

## Yttrandefrihet i olika länder

### Finland
Yttrandefriheten skyddas av grundlagens andra kapitel.

### Folkrepubliken Kina
Yttrandefriheten skyddas av den 35:e artikeln i landets grundlag. Dock inskränks detta av en omfattande censur. Ett av de mest kända fallen är hur sökmotorn Googles bildsökning av massakern på himmelska fridens torg censureras fullständigt. Den kinesiska versionen av Wikipedia går inte heller att nå från Kina.

### Nordkorea
Yttrandefrihet saknas i Nordkorea. Censur, ingen tillgång till internet samt tv och radio under total statlig kontroll.

### Irland
Yttrandefriheten skyddas av artikel 40.6.1 i den irländska konstitutionen. Lagen säkerställer dock bara rätten om yttrandefriheten inte används till att underminera "public order or morality or the authority of the State" (offentlig ordning och moral eller statens auktoritet). Vidare uttrycker konstitutionen klart och tydligt att publikationer som är "blasphemous, seditious, or indecent matter" (hädisk, upprorisk, eller oanständig) inte är lagliga.

### Sverige
Yttrandefriheten omfattar en rätt för varje medborgare i Sverige att uttrycka sig i tal, skrift eller bild eller på annat sätt, som det uttrycks i regeringsformen. Myndigheter får inte i förväg pröva (censurera) om uttalandena är lämpliga eller bestraffa medborgare enbart för att de ogillar vissa uttalanden. Ett nyligt undantag var filmcensuren, som avskaffades 2012. Även utlänningar som befinner sig i Sverige har yttrandefrihet i samma utsträckning som svenska medborgare.
Vissa delar av yttrandefriheten har ett starkare skydd än övrig yttrandefrihet. Det är de yttranden som framförs via ett medium som omfattas av yttrandefrihetsgrundlagen, YGL, eller tryckfrihetsförordningen, TF, det vill säga tryckta skrifter, radioprogram, TV-sändningar, video/dvd, tekniska upptagningar med mera. Webbsidor som ansökt om och fått utgivningsbevis omfattas av detta skydd, men hemsidor utan utgivningsbevis gör det inte. Undantaget är webbsidor som tillhör massmedieföretag som kan få automatisk grundlagsskydd utan att ansöka om utgivningsbevis. Fotokopierade och stencilerade texter omfattas inte av detta starkare yttrandefrihetsskydd, om de inte har utgivningsbevis eller angiven utgivare.

### Tyskland
Yttrandefriheten skyddas av artikel 5 i den tyska grundlagen. Undantag omfattar förolämpning och förintelseförnekelse.

### USA

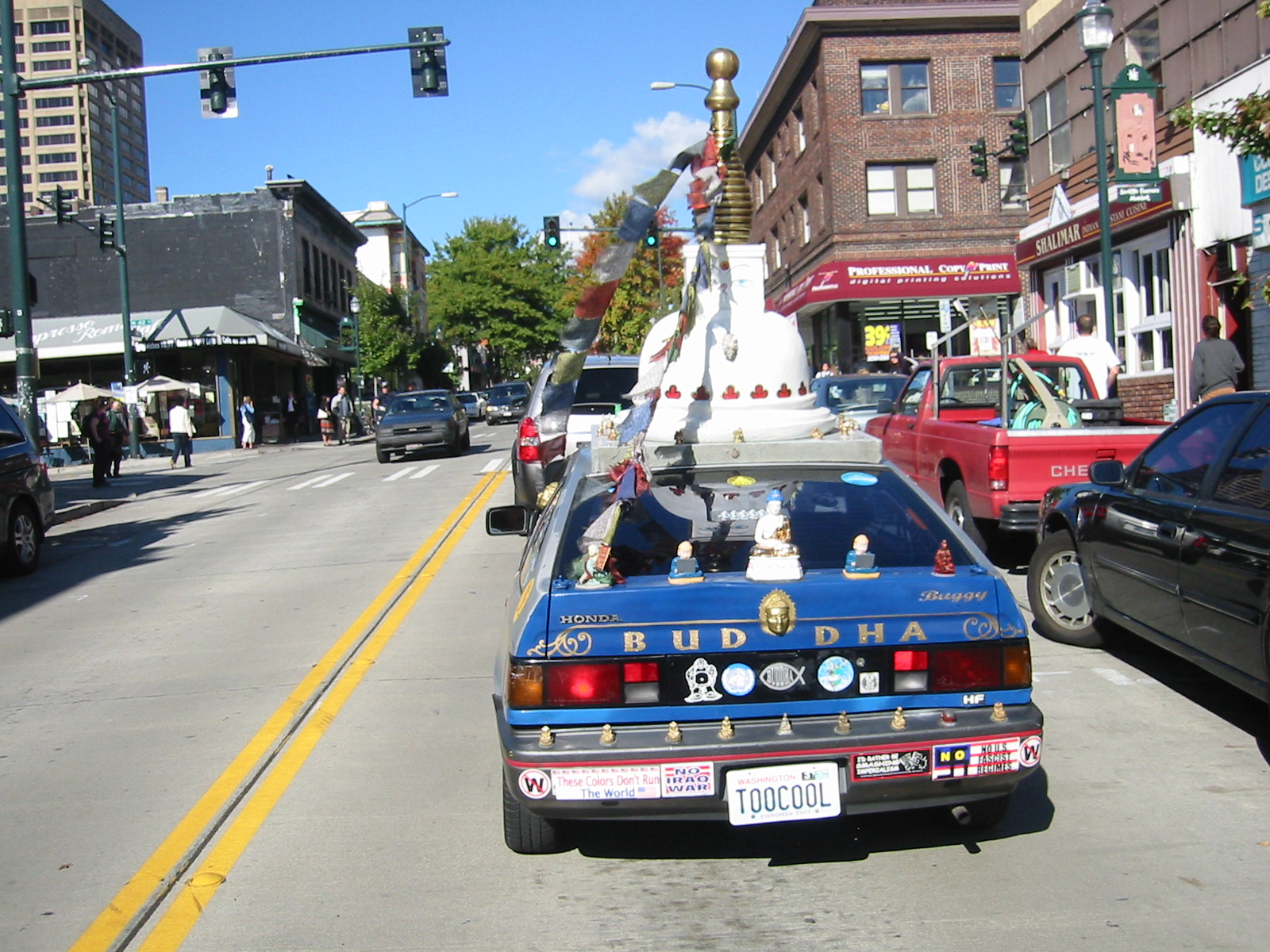
Bil med politiska klistermärken

Yttrandefriheten är skyddad i det första tillägget till konstitutionen. Inskränkningen omfattar upphovsrättsligt skyddat material och Millertestet som reglerar obscenitet. På grund av tilläggets mycket skarpa natur har inte USA några motsvarigheter till europeiska länders lagar mot hets mot folkgrupp ellerförintelseförnekelse. Möjlighet att väcka åtal om till exempel förtal kan föras i civildomstol.

## Rättsfall

### Egypten
- En man dömdes i mars 2007 till fängelse för att i sin blogg ha skrivit sådant som rätten uppfattat ha skändat islam och ha skändat Egyptens president.[16]

### Sverige
- Ansvarige utgivaren för tidningen Expressen fälldes 2003 för förtal efter att ha publicerat löpsedlar som felaktigt gav intrycket att vänsterpartiets dåvarande partiledare Gudrun Schyman spelade in porrfilm. Expressen och utgivaren dömdes också att gemensamt betala 50.000:- i skadestånd.[17]
- Pingstpastorn Åke Green åtalades för hets mot folkgrupp efter att i en predikan 2003 uttalat bland annat att "sexuella abnormiteter" (inkluderande homosexualitet) är en "djup cancersvulst på hela samhällskroppen"[18]. Green fälldes i tingsrätten men friades i både hovrätten och Högsta domstolen, som ansåg att Europakonventionens starka skydd för yttrandefrihet när den utnyttjas inom religionsutövnings ramar, innebar att hets inte kunde anses föreligga.[19]
- Fyra unga män åtalades 2006 för hets mot folkgrupp efter att ha spritt flygblad i en skola. Flygbladen uppgavs vara Nationellt Motstånds fältupplaga och uttalade att homosexualitet hade en "moraliskt nedbrytande effekt på folkkroppen" och att homosexuellas promiskuösa leverne var en av de främsta orsakerna till AIDS och att homosexlobbyn försöker avdramatisera pedofili. Samtliga åtalade fälldes och dömdes till villkorlig dom respektive skyddstillsyn för den yngste. Dagsböter på mellan 60 och 100 dagsböter utdömdes.[20]
- The Pirate Bay delar ut .torrent-filer men inte något konkret upphovsrättsligt skyddat material. Åklagare Håkan Roswall anser att aktiviteten är "medhjälp till andras brottslighet." [21], medan andra anser att aktiviteten inte bryter mot lagen, och att en inskränkning av aktiviteten skulle vara censur. Fyra personer åtalades och dömdes. Se även Pirate Bay-målet.

### Storbritannien
- Fallet McLibel där miljöaktivisterna Helen Steel och David Morris i Europadomstolen i september 2004 vann över den brittiska staten. Steels och Morris advokater argumenterade för att staten genom att ställa de fattiga och maktlösa individerna, utan rättslig hjälp, mot det rika och mäktiga multinationella McDonald's i ett förtalsmål, hindrat de åtalade att utöva sin rätt till yttrandefrihet samt hindrat dem från att få en rättvis rättegång.[22]

### Turkiet
- I mars 2007 dömde Turkiets högsta domstol landets största internetleverantör att blockera Youtube, eftersom domstolen ansåg att några filmer som låg uppe på Youtube skändade Turkiets landsfader Kemal Atatürk.[23]

### Österrike
- David Irving, känd förintelse-revisionist (se historierevisionism), dömdes 20 februari 2006, till tre års fängelse efter att 1989 ha hävdat att avrättningar av judar i koncentrationslägret Auschwitz inte kan ha skett medelst gaskammare.[24][25] Dessutom hävdade Irving att totala dödstalet för förintelsen skulle uppgå till 2,7 miljoner i stället för den traditionella siffran 6 miljoner. Fängelsedomen omvandlades till villkorlig frigivning den 20 december 2006.[26][27]